# Estación Santa Cruz
La Estación Santa Cruz es una de las intercambio estaciones de la línea 1-Azul y línea 5-Lila del Metro de São Paulo. Fue inaugurada el 14 de septiembre de 1974 y 28 de septiembre de 2018. Está situada en la calle Domingos de Morais, 2.564, en Vila Mariana.

## Demanda media de la estación
La demanda media de esta estación, es de 59 mil pasajeros por día, según datos del Metro. Esto se debe posiblemente al hecho de que, esta estación se encuentra directamente conectada con el Shopping Santa Cruz y a una terminal de ómnibus con destinos a las áreas 6, 7 y 8 de São Paulo.

## Líneas de SPTrans
Líneas de la SPTrans que salen de la Estación Santa Cruz del Metro:
| Línea   | Destino                |
| ------- | ---------------------- |
| 375V/10 | Central Plaza Shopping |
| 4714/10 | Jardim São Savério     |
| 4716/10 | Terminal Sacomã        |
| 4717/10 | Jardim Maria Estela    |
| 4718/10 | Jardim Celeste         |
| 502J/10 | Vila Pedreira          |
| 5103/21 | Terminal Sacomã        |
| 675K/10 | Terminal Jardim Ângela |
| 675L/10 | Terminal Santo Amaro   |
| 677K/10 | Jardim Nakamura        |
| 695J/10 | Jardim Jacira          |
| 775V/10 | Rio Pequeno            |
| 857A/10 | Terminal Campo Limpo   |
| 875C/10 | Terminal Lapa          |

## Tabla
| Sigla | Estación   | Inauguración             | Capacidad                  | Integración                            | Plataformas | Posición | Comentarios                                   |
| ----- | ---------- | ------------------------ | -------------------------- | -------------------------------------- | ----------- | -------- | --------------------------------------------- |
| SCZ   | Santa Cruz | 14 de septiembre de 1974 | 20 mil pasajeros hora/pico | Línea 5-Lila, Bilhete Único de SPTrans | Laterales   | Central  | Estación con estructura de concreto aparente. |
| SCZ   | Santa Cruz | 28 de septiembre de 2018 | 20 mil pasajeros hora/pico | Línea 1-Azul, Bilhete Único de SPTrans | Laterales   | Central  | Estación con estructura de concreto aparente. |